# Bineta (inslagkrater)
Bineta is een inslagkrater op de planeet Venus. Bineta werd in 1997 genoemd naar Bineta, een Mandinka meisjesnaam.
De krater heeft een diameter van 10,7 kilometer en bevindt zich in het quadrangle Atalanta Planitia (V-4) op Ananke Tessera.